# Kazetne bombe
Kazetne bombe (engl. cluster bomb ili cluster bomb unit, ) sastoje se od nosača (engl. dispenser), koji sadrže nekoliko manjih bomba koje se tijekom aktiviranja izbacuje iz kućišta.
Naoružanje te vrste se koristi uglavnom u obliku zrakoplovne bombe, topničkog projektila ili kao bojna glava krstareće rakete.
Postoje razne vrste i koncepcije takvih malih bombi: protupješačke, protuoklopne ili grafitne.

## Povijest
Kazetne je bombe sustava “SD 1” prvi put vojno koristila Njemačka tijekom Drugog svjetskog rata.

## Opasnost za civile
Između 5 i 30 % bomba ne eksplodiraju i iz toga razloga ostaju dugi niz godina kao prijetnja na zahvaćenim zemljištu za civilno stanovništvo.

## Domovinski rat
Tijekom Domovinskog rata od neprijateljske srpske strane kazetne bombe su uglavnom ispaljivane raketnim sustavom "M-87 Orkan" protiv nekoliko gradova i položaja hrvatskih branitelja. U gradu Zagrebu je poginulo tijekom raketiranja Zagreba sedam osoba, a 160 osoba je ozbiljnije ozljeđeno. U Zagrebu je mnogo neeksplodiranih “zvončića”, njih oko 500, deaktivirala policija. Pri tome je jedan policajac poginuo.
U četvrtak 25. svibnja 2023. kod zagrebačkog je Zrinjevca u eksploziji ozlijeđen radnik vjerojatno 'zvončićem' zabranjenih kasetnih bombi kojima su Srbi gađali Zagreb 2. i 3. svibnja 1995.

## Vanjske poveznice
- Cluster Bombs – tehnicke informacije  Arhivirana inačica izvorne stranice od 26. travnja 2009. (Wayback Machine) – Federation of American Scientists (FAS) (english)
- Webstranica Konvention
- Dublin Diplomatic Conference on Cluster Munitions  Arhivirana inačica izvorne stranice od 19. lipnja 2008. (Wayback Machine) (Presidency Paper  Arhivirana inačica izvorne stranice od 16. kolovoza 2009. (Wayback Machine)), svibanj 2008 (english)